# Muzeul Kröller-Müller
Muzeul Kröller-Müller (pronunție în neerlandeză [krɵlərˈmylər myˌzeːjɵm]) este un muzeu național de artă și o grădină de sculptură, situată în Parcul Național Hoge Veluwe din Otterlo, Olanda. Muzeul a fost fondat de colecționarul de artă Helene Kröller-Müller și a fost deschis în 1938. Acesta are a doua cea mai mare colecție de picturi de Vincent van Gogh, după Muzeul Van Gogh. Muzeul avea 380.000 de vizitatori în 2015.

## Legături externe
- Materiale media legate de Muzeul Kröller-Müller la Wikimedia Commons
- Site web oficial
- Tour of the Kröller-Müller and grounds